# Roadracing-VM 1999
Världsmästerskapen i Roadracing 1999 arrangerades av Internationella motorcykelförbundet och innehöll klasserna 500GP, 250GP och 125GP i Grand Prix-serien samt Superbike, Supersport och Endurance. VM-titlar delades ut till bästa förare och till bästa konstruktör. Grand Prix-serien kördes över 16 omgångar.
| Världsmästare i roadracing 1999 | Världsmästare i roadracing 1999      | Världsmästare i roadracing 1999 |
| Klass                           | Mästare individuellt                 | Mästare konstruktörer           |
| ------------------------------- | ------------------------------------ | ------------------------------- |
| 500GP                           | Alex Criville (Honda)                | Honda                           |
| 250GP                           | Valentino Rossi (Aprilia)            | Aprilia                         |
| 125GP                           | Emilio Alzamora (Honda)              | Honda                           |
| Superbike                       | Carl Fogarty (Ducati)                | Ducati                          |
| Supersport                      | Stéphane Chambon (Suzuki)            | Yamaha                          |
| Endurance                       | Terry Rymer, Jéhan D'Orgeix (Suzuki) | -                               |
| Sidvagn                         | ej VM-status                         | -                               |

## 500GP
500 GP vanns av spanjoren Álex Crivillé för Repsol Honda, som blev den förste spanjoren att vinna kungaklassen. Mick Doohan var annars storfavorit till att vinna, men kraschade svårt på Jerez och tvingades avsluta karriären, men klarade sig utan bestående men.
Crivillé grundlade titeln genom att vinna fyra raka segrar i början av säsongen. Ingen orkade därefter ta ikapp spanjorens försprång. Hans stallkamrat Tadayuki Okada och Suzuki MotoGP:s Kenny Roberts Jr slogs om andraplatsen, en kamp som amerikanen Roberts Jr vann. Max Biaggi var den som var tippad att ta över Mick Doohans tron. Det trodde Yamaha i alla fall, och värvade honom ifrån Kanemoto Honda, och tog med sig huvudsponsorn Marlboro och värvade även den tvåfaldige GP-vinnaren Carlos Checa som stallkamrat i ett tilltänkt dreamteam. Det innebar att stallnamnet Marlboro Yamaha återvände till sporten. Säsongen gick bättre än året innan för Yamaha, enär Biaggi vann i Sydafrika och Régis Laconi och Norifumi Abe vann deltävlingar på privathojar under säsongen, men en fjärdeplats i sammandraget för Biaggi, och en sjunde för en vinstlös Checa ingick inte i planerna. I övrigt kan det noteras att Sete Gibernau fick chansen som Doohans ersättare och blev femma i VM.

### Delsegrare
| Bana           | Vinnare          | Märke  |
| -------------- | ---------------- | ------ |
| Sepang         | Kenny Roberts Jr | Suzuki |
| Motegi         | Kenny Roberts Jr | Suzuki |
| Jerez          | Àlex Crivillé    | Honda  |
| Paul Ricard    | Àlex Crivillé    | Honda  |
| Mugello        | Àlex Crivillé    | Honda  |
| Barcelona      | Àlex Crivillé    | Honda  |
| Assen          | Tadayuki Okada   | Honda  |
| Donington Park | Àlex Crivillé    | Honda  |
| Sachsenring    | Kenny Roberts Jr | Suzuki |
| Brno           | Tadayuki Okada   | Honda  |
| Imola          | Àlex Crivillé    | Honda  |
| Valencia       | Régis Laconi     | Yamaha |
| Phillip Island | Tadayuki Okada   | Honda  |
| Welkom         | Max Biaggi       | Yamaha |
| Rio de Janeiro | Norifumi Abe     | Yamaha |
| Buenos Aires   | Kenny Roberts Jr | Suzuki |

### Slutställning
| Plats | Förare           | Team               | Poäng |
| ----- | ---------------- | ------------------ | ----- |
| 1     | Àlex Crivillé    | Repsol Honda       | 267   |
| 2     | Kenny Roberts Jr | Team Suzuki        | 220   |
| 3     | Tadayuki Okada   | Repsol Honda       | 211   |
| 4     | Max Biaggi       | Marlboro Yamaha    | 194   |
| 5     | Sete Gibernau    | Repsol Honda       | 165   |
| 6     | Norifumi Abe     | Antena 3 Yamaha    | 136   |
| 7     | Carlos Checa     | Marlboro Yamaha    | 125   |
| 8     | John Kocinski    | Kanemoto Honda     | 115   |
| 9     | Alex Barros      | Movistar Honda     | 110   |
| 10    | Tetsuya Harada   | Aprilia Grand Prix | 104   |

## 250GP

### Delsegrare
| Bana           | Vinnare         | Märke   |
| -------------- | --------------- | ------- |
| Sepang         | Loris Capirossi | Honda   |
| Motegi         | Shinya Nakano   | Yamaha  |
| Jerez          | Valentino Rossi | Aprilia |
| Paul Ricard    | Tohru Ukawa     | Honda   |
| Mugello        | Valentino Rossi | Aprilia |
| Barcelona      | Valentino Rossi | Aprilia |
| Assen          | Loris Capirossi | Honda   |
| Donington Park | Valentino Rossi | Aprilia |
| Sachsenring    | Valentino Rossi | Aprilia |
| Brno           | Valentino Rossi | Aprilia |
| Imola          | Loris Capirossi | Honda   |
| Valencia       | Tohru Ukawa     | Honda   |
| Phillip Island | Valentino Rossi | Aprilia |
| Welkom         | Valentino Rossi | Aprilia |
| Rio de Janeiro | Valentino Rossi | Aprilia |
| Buenos Aires   | Olivier Jacque  | Yamaha  |

### Slutställning
| Plats | Förare           | Märke   | Poäng |
| ----- | ---------------- | ------- | ----- |
| 1     | Valentino Rossi  | Aprilia | 309   |
| 2     | Tohru Ukawa      | Honda   | 261   |
| 3     | Loris Capirossi  | Honda   | 209   |
| 4     | Shinya Nakano    | Yamaha  | 207   |
| 5     | Stefano Perugini | Honda   | 151   |
| 6     | Ralf Waldmann    | Aprilia | 131   |

## 125GP

### Delsegrare
| Bana           | Vinnare            | Märke   |
| -------------- | ------------------ | ------- |
| Sepang         | Masao Azuma        | Honda   |
| Motegi         | Masao Azuma        | Honda   |
| Jerez          | Masao Azuma        | Honda   |
| Paul Ricard    | Roberto Locatelli  | Aprilia |
| Mugello        | Roberto Locatelli  | Aprilia |
| Barcelona      | Arnaud Vincent     | Aprilia |
| Assen          | Masao Azuma        | Honda   |
| Donington Park | Masao Azuma        | Honda   |
| Sachsenring    | Marco Melandri     | Honda   |
| Brno           | Marco Melandri     | Honda   |
| Imola          | Marco Melandri     | Honda   |
| Valencia       | Gianluigi Scalvini | Aprilia |
| Phillip Island | Marco Melandri     | Honda   |
| Welkom         | Gianluigi Scalvini | Aprilia |
| Rio de Janeiro | Noboru Ueda        | Honda   |
| Buenos Aires   | Marco Melandri     | Honda   |

### Slutställning
| Plats | Förare             | Märke   | Poäng |
| ----- | ------------------ | ------- | ----- |
| 1     | Emilio Alzamora    | Honda   | 227   |
| 2     | Marco Melandri     | Honda   | 226   |
| 3     | Masao Azuma        | Honda   | 190   |
| 4     | Roberto Locatelli  | Aprilia | 173   |
| 5     | Noboru Ueda        | Honda   | 171   |
| 6     | Gianluigi Scalvini | Aprilia | 163   |